# Traquiandesita

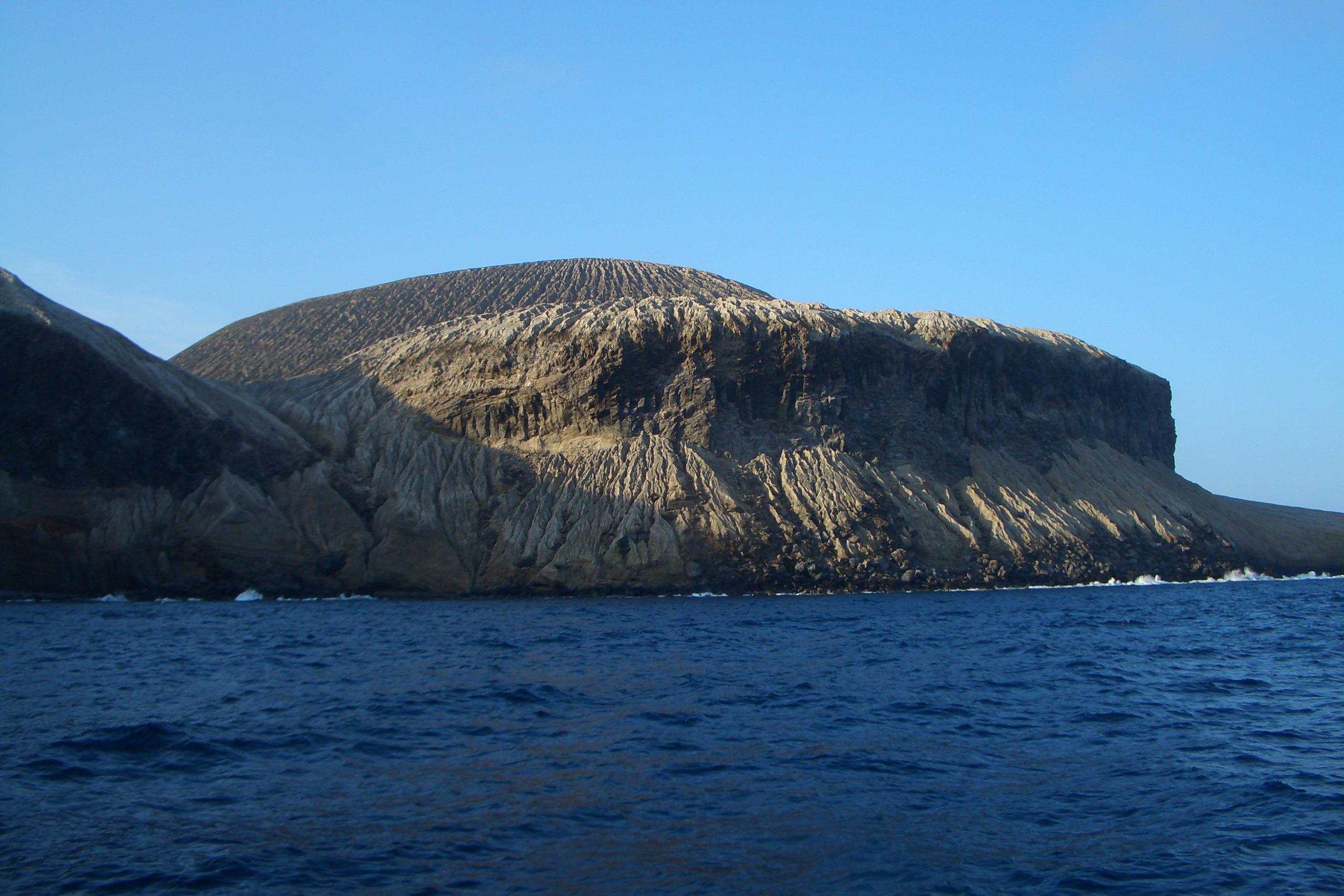
Illa San Benedicto, a l'arxipèlag de Revillagigedo, on són freqüents les traquiandesites.

La traquiandesita és una roca ígnia extrusiva, o sigui, que ha sortit a l'exterior en forma de lava compacta i que s'ha consolidat sobre la superfície del terreny. En la seva composició hi dominen el feldespat alcalí, el quars i la plagiòclasi sòdica juntament amb un o més dels següent minerals màfics que presenten paramagnetisme (rics en ferro i magnesi: amfíbol, biotita, egirina o piroxè). Un mineral associat comú a la traquiandesita és l'apatita. A vegades també hi són presents petites quantitats de nefelina.
El magma de traquiandesita pot produir erupcions plinianes com la que va succeir en la del Tambora el 1815 a l'illa de Sumbawa (Indonèsia).

## Varietats

### Benmoreïta
Les traquiandesites riques en sodi (Na₂O-2>K₂O) s'anomenen benmoreïtes. Les benmoreïtes es troben compostes essencialment per anortòclasi o sanidina sòdica, olivina fèrrica i ferroaugita; actualment es defineixen químicament al camp S3 del diagrama TAS; el seu caràcter sòdic les diferencia de les latites.